# Røstrevet

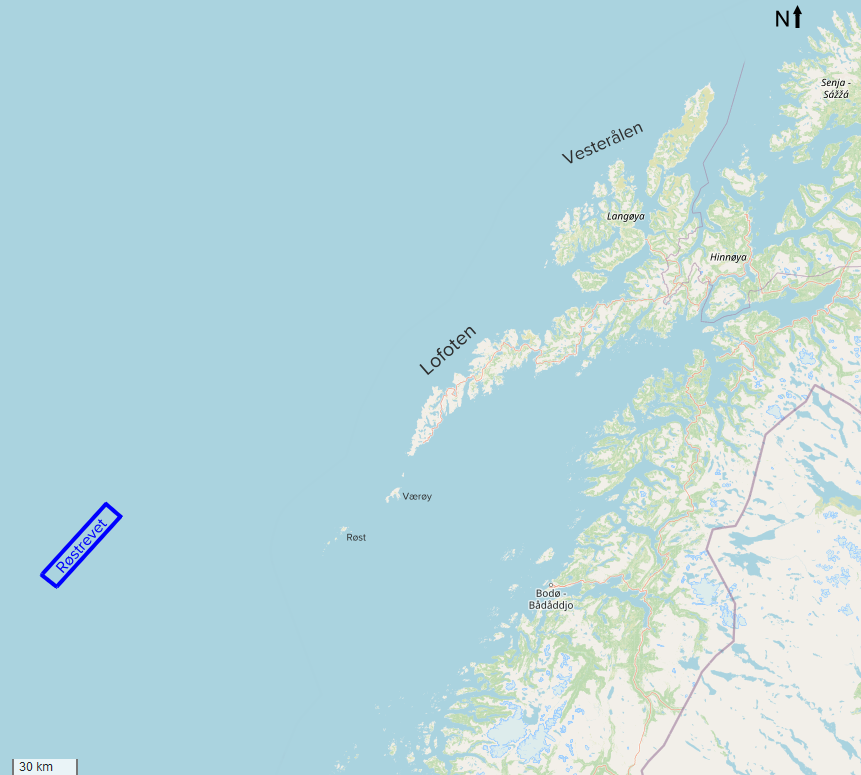
Die Lage von Røstrevet auf einer Karte dargestellt

Røstrevet ist ein Korallenriff im Europäischen Nordmeer vor der nordnorwegischen Küste. Es liegt rund 100 Kilometer westlich der Inseln des Røstøyan-Archipels in einer Tiefe von 300 bis 400 Metern am Rande der Unterwassersandbank Røstbanken und nahe an der Schelfkante des Kontinentalsockels. Mit einer Länge von rund 35 und einer Breite von etwa 3 Kilometern ist es das größte bislang bekannte Kaltwasserkorallenriff (auch Tiefwasserkorallenriff genannt) der Erde und wurde im Mai 2002 entdeckt. Die norwegischen Riffe werden überwiegend von Steinkorallen der Art Lophelia pertusa gebildet. An der Kante des Kontinentalschelfs herrscht eine starke Strömung, was für die Korallen reichhaltige Nahrung bedeutet, die sie aus dem vorbeiströmenden Wasser filtern. Zudem verhindert die Strömung, dass sich Schlamm und Sedimente an den Korallen festsetzen. Korallenriffe stellen wichtige Lebensräume dar und sind bekannt für ihre Artenvielfalt. Es leben dort nicht nur die Korallen selbst, sondern im Schutz der Riffe auch unzählige Wirbellose und Fische.
Wie alle Korallenriffe der Erde ist auch das Røstrevet gefährdet, etwa durch die Versauerung der Meere und auch durch die Schleppnetzfischerei. Das norwegische Meeresforschungsinstitut begann Anfang der 1990er Jahre mit einer Untersuchung der bekannten Riffe, nachdem Küstenfischer darauf hingewiesen hatten, dass Riffe zerstört wurden, vor allem bei der Fischerei mit Grundschleppnetzen. Die Fischereiverordnung wurde daraufhin ergänzt und die wissentliche und absichtliche Zerstörung von Korallenriffen beim Fischen ist seither verboten. Einige Gebiete sind inzwischen für die Grundschleppnetzfischerei komplett gesperrt und als Schutzgebiet ausgewiesen, darunter auch das Røstrevet.